# Филд-спаниель
Филд-спаниель (англ. field spaniel) — порода собак, спаниель среднего размера.
Порода выведена в конце XIX века. Первоначально собаки использовались как выставочные и не пользовались популярностью у охотников. В середине XX века были выведены высоконогие филд-спаниели, более подходящие для охоты. В настоящее время филд-спаниели считаются редкой породой и зарегистрированы Английским клубом собаководства как уязвимая национальная порода собак. Шерсть филд-спаниелей темнее, чем у других спаниелей, подшёрстка нет. Окрасы преимущественно однотонные, встречаются отметины на груди. Филд-спаниель может стать хорошей семейной собакой, спокойно относится к детям. Им необходима активная работа — охота или спорт, — без неё поведение собаки может стать деструктивным.

## История породы

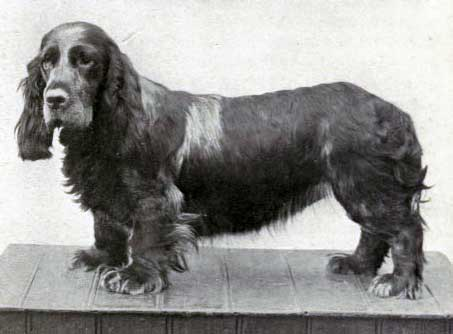
Филд-спаниель на Crufts 1909 года

Филд-спаниель был изначально выведен как выставочная порода, пытались добиться чёрного цвета шерсти. Некоторые из методов разведения собак были подвергнуты критике. В ответ на критику Томас Джейкоб, один из создателей породы, высказался так:

О чистоте породы много писали и говорили, критиковали методы, использованные мной в расчёте получить задуманный тип, в меня и моих собак брошено много камней. Но где он, чистопородный чёрный спаниель, о котором мы столько слышим? Доказательств существования такой чистопородной собаки (если она вообще существовала) нет. Как и большинство охотничьих собак, они являются результатом различных скрещиваний.Оригинальный текст (англ.)Much has been written and said on the purity of the breed; deprecating the means I have adopted to produce them as calculated to alter a presumed type, and frequent missiles have been hurled at me and my dogs from behind the hedge. But where is the pure bred black spaniel we hear so much about? Proof of the existence of the pure bred one (if there ever was one!) has not been forthcoming. Like most sporting dogs, they are the result of different crosses.
Первоначально эти собаки не пользовались популярностью у охотников: при охоте собакам мешала их форма тела и неподходящий окрас шерсти. Финеас Баллок с помощью собак, ранее принадлежавших сэру Фрэнсису Бердетту (секретарю Бирмингемской выставки собак; говорят, что у него было много черных кокер-спаниелей), создал нового филд-спаниеля. Баллок скрестил филд-спаниеля с суссекс-спаниелем и английским водным спаниелем. В 1870-е его собаки успешно выступали на выставках. Правда, скрещивания в конечном итоге привели к тому, что собака стала выглядеть почти как суссекс-спаниель, а не как филд-спаниель.
Прародитель английского кокер-спаниеля — собака по кличке Ch. Obo. Родилась в 1879 году от отца суссекс-спаниеля и матери филд-спаниеля. Сын этой собаки, Ch. Obo II, считается прародителем современного американского кокер-спаниеля, «собаки высотой всего десять дюймов с довольно длинным телом».
К 1909 году средний вес филд-спаниеля составлял 16—20 килограммов. Далее породу скрестили с собаками бассет-хаунд. Однако из-за этого возникли проблемы с генетикой собак. Английские спрингер-спаниели помогли внести более здоровые генетические элементы, в результате появился длинноногий филд-спаниель. Большая часть современный филд-спаниелей происходит от четырёх собак 1950-х годов. Их клички — Colombina, Elmbury, Gormac, Ronayne.
Филд-спаниель — крайне редкая порода. В 2009 году Английским клубом собаководства была зарегистрирована 51 собака. Количество регистраций породы падает с 2000 года. Из всех пород спаниелей, зарегистрированных в Клубе, филд-спаниелей регистрируют реже всего. (второе место в этом антирейтинге занимает суссекс-спаниель с 60 регистрациями в 2009 году). Для сравнения, английский спрингер-спаниель был зарегистрирован 12 700 раз, а английский кокер-спаниель — 22 211 раз. Кеннел-клуб считает, что порода уязвима.

## Внешний вид

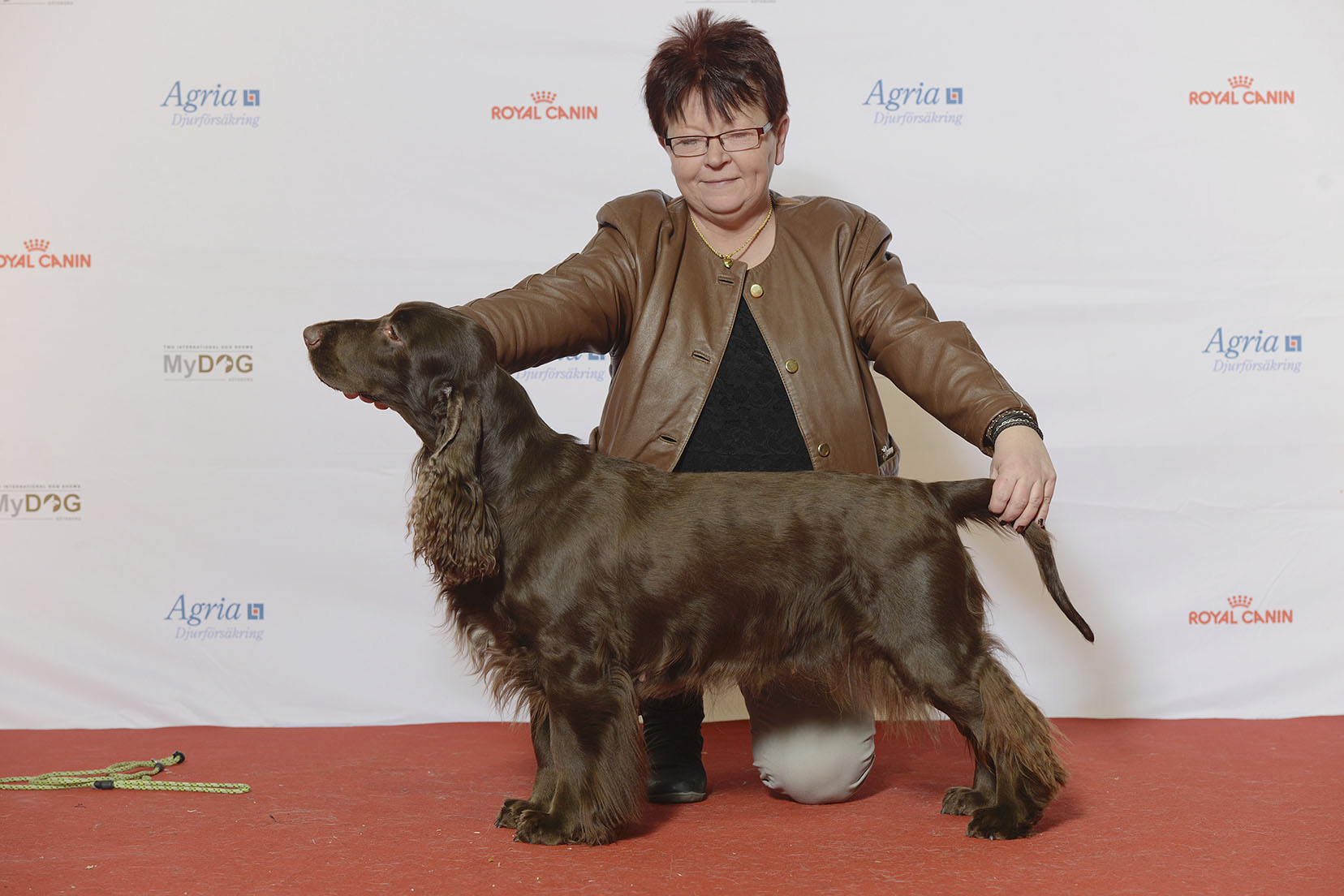

Стандартный рост филд-спаниеля — 43—46 см в холке, вес — от 18 до 25 кг. По размеру занимает промежуточное положение между английским кокер-спаниелем и английским спрингер-спаниелем. Окрас, как правило, однотонный чёрный, коричневый или чалый. Возможны подпалины, а также белые или чалые отметины на горле и груди у собак сплошного окраса.
У собак умеренно длинная шерсть без подшёрстка. Она не такая тяжёлая, как у кокер-спаниеля, но требует ухода. Купирование хвоста запрещено во многих странах, в том числе в Великобритании, однако для рабочих животных было сделано исключение.

## Темперамент
Филд-спаниель — активная и любознательная собака, хороший компаньон. Однако, если собаку не занимать, она заскучает или будет портить вещи. С собаками можно заниматься аджилити, охотой. Филд-спаниели любят оставаться рядом с семьей, с детьми. Когда общаются с другими собаками, ведут себя хорошо. Как правило, послушны и независимы, не так возбудимы, как кокер-спаниели. По мнению Стэнли Корена, изложенному в книге «Интеллект собак», рабочий интеллект породы выше, чем у среднестатистической собаки.

## Здоровье

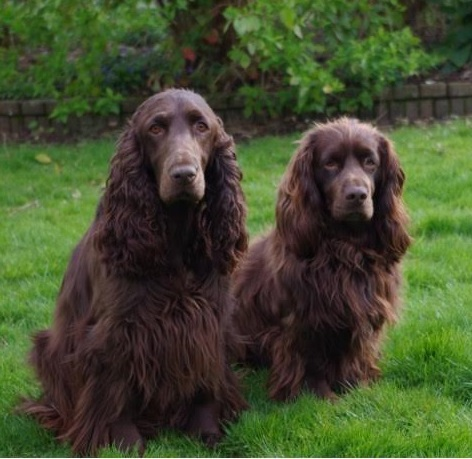
Филд-спаниель (слева) и кокер-спаниель

У филд-спаниелей могут появиться проблемы со зрением. Это — катаракта, атрофия и дисплазия сетчатки. Также возможно появление дисплазии тазобедренного сустава. Клуб собаководов и Британская ветеринарная ассоциация настоятельно рекомендуют владельцам филд-спаниелей проводить проверку зрения и оценку состояния бедер собаки. В исследовании, проведенном клубом собаководства, было установлено, что основной причиной смерти филд-спаниелей является рак, вторая по частоте причина смерти — старость.
Согласно тому же исследованию, медианная продолжительность жизни собак этой породы — 11 лет и 8 месяцев. Это на пять месяцев больше, чем у среднестатистической собаки. Правда, доля ответов на вопрос о продолжительности жизни составила лишь 24 %, поэтому результат, скорее всего, оказался неточным.